# Salvatorplatz

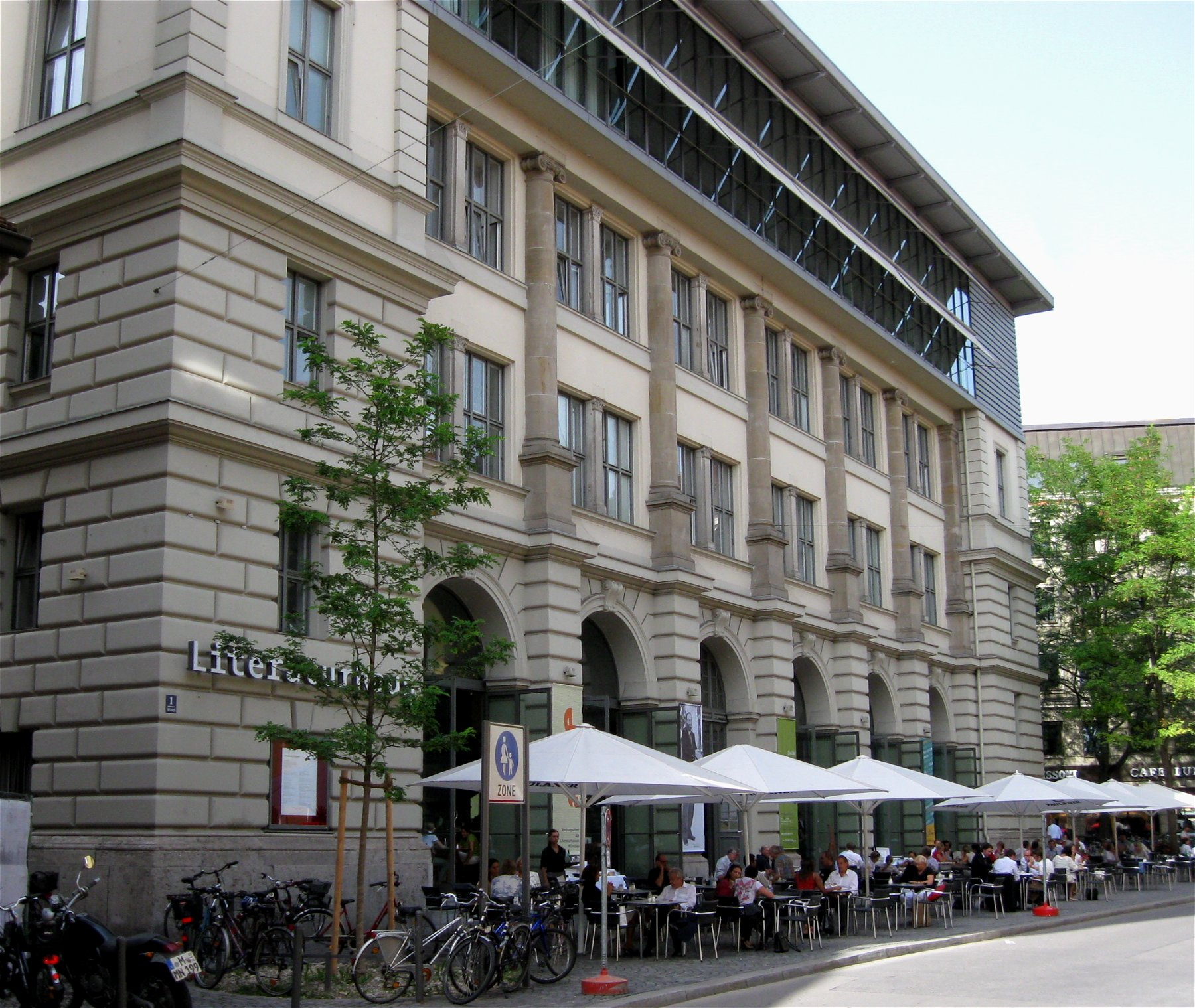
Literaturhaus München am Salvatorplatz

Der Salvatorplatz ist ein Platz in der Münchner Altstadt. Er ist benannt nach der dortigen Salvatorkirche.
Die Kirche wurde im Jahre 1480 als Friedhofskirche errichtet. Der die Kirche umgebende Friedhof wurde im 18. Jahrhundert zum Marktplatz umgewidmet. Durch den Beschluss des Münchner Magistrats, dort eine Schule zu bauen, verlor der Markt seinen Platz und wurde in das Erdgeschoss des neuen Gebäudes integriert. Der Marktbetrieb wurde 1906 eingestellt und das Gebäude komplett zur Schule umgebaut.
Von 1657 bis 1795 (als das Gebäude zu klein wurde) stand am Salvatorplatz das Opernhaus am Salvatorplatz. Es war zugleich das erste freistehende Opernhaus in Deutschland.
Heute wird der inzwischen renovierte Platz geprägt von der seit 1829 griechisch-orthodoxen Salvatorkirche, dem 1997 eröffneten Literaturhaus München (der ehemaligen Schule), dem Palais Minucci (ehemaliges „Stammhaus“ der Buchhandlung Hugendubel von 1893 bis 2012, heute Sitz des Badezimmerausstatters Obermaier Bäder) und der 1965 von Franz Hart geplanten Salvatorgarage, einem Parkhaus. Außerdem ist er bekannt als die Adresse des bayerischen Kultusministeriums.
Die Stadt München entschied 2018, auf dem Salvatorplatz ein Denkmal für die Familie des Schriftstellers Thomas Mann zu errichten und veranstaltete dazu einen Wettbewerb für Kunst im öffentlichen Raum. 2019 beschloss der Stadtrat, den Entwurf „Straßen Namen Zeichen“ des Künstlers Albert Coers zu realisieren.